# 건슬링거 걸
《건슬링거 걸》(일본어: ガンスリンガー・ガール GUNSLINGER GIRL)은 미디어웍스의 잡지 월간코믹 전격대왕에 연재한 아이다 유의 만화이다. 혹은 이 만화가 원작인 애니메이션, 드라마 CD, 게임을 가리킨다. 2020년 7월 31일 기준 소녀전선과 '몽중극'이라는 이름의 콜라보 이벤트를 진행한다.

## 개요
이 작품은 본디 아이다 유가 동인 서클 JEWELBOX의 동인지로 발행하던 만화였다. (동인지 상에서의 제목은 'GUN SLINGER GIRL'로 한 칸 더 띄어쓴다.) 그러나 후에는 상기의 상업지에 게재되어 2012년 9월 100화를 끝으로 연재종료되었다. 2012년 3월 현재 14권까지 간행되어 있으며, 국내에는 대원씨아이에서 14권까지 정식 발간되어있다.
애니메이션은 2003년 10월부터 2004년 2월에 걸쳐 후지TV에서 총 13화가 방영되었다. 원작의 2권까지의 에피소드의 순서를 맞추고, 이에 엘자가 등장하게 되는 오리지널 에피소드를 첨가하여 전체적으로 자연스러운 이야기가 되도록 하였다.
2007년 8월말, "피노키오" 편부터의 스토리를 그리는 애니메이션 2기의 제작이 결정되었고, 2008년 1월 ~ 3월에 걸쳐 총 13화가 방영되었다.

## 등장인물

### 사회 복지 공사

#### 의체
헨리에타(ヘンリエッタ)
성우: 난리 유우카(1기), 아쿠츠 카나(2기)/이자명
가족 여섯 명이 전부 살해당하고 혼자 살아남은 헨리에타는 작품이 시작하는 시점에서 공사에 새로 들어온 의체이다. 사건 당시 가족들의 시체 옆에서 밤새도록 폭행당한 충격으로 인해, 개조되기 전에는 자살을 원하고 있었다. 담당관인 죠제는 다른 담당관들에 비해 담당 의체인 헨리에타를 상당히 친절하게 대하는 편이며, 헨리에타 또한 개조된 뒤로는 (조건 강화의 영향도 있고 해서) 죠제와 시간을 보내는 것이 삶의 낙이다. 이름인 헨리에타는 죠제의 여동생 이름인 엔리카에서 나왔다. 헨리에타가 주로 사용하는 화기는 SIG P239, FN P90 기관단총 및 (만화에만 나오는) FN FAL 등이다. 헨리에타의 권총(과 애니메이션에만 나오는 발터 WA 2000 저격소총 및 죠제의 잉그램 MAC-10)을 제외하면 헨리에타/죠제 프라텔로는 퍼블릭 내셔날 사의 제품만을 사용한다. (죠제는 FN Five-seveN을 사용한다. 4권에서 헨리에타가 FN 미니미를 사용하는 모습이 나온다.
12권에서 조건 강화에 의한 약물로 중독으로 인해 봉인된 기억이 플래쉬백 되면 정신이 상당히 불안 해진다.공화국에서는 많은 인원이 필요하다면서 헨리에타의 기억을 리셋 시킨다.이로 인해 수명은 상당히 단축이 되었다.
리코(リコ)
성우: 미츠하시 카나코(1기), 시오노 안리(2기)/이소은
심각한 CFS증후군을 갖고 태어나서 계속 병원에서만 살아왔다. 리코의 부모는 리코의 열한번째 생일날 그를 공사에 넘기는 계약서에 서명했다. 리코는 공사에서 새로 얻은 몸을 좋아하며, 담당관인 쟝으로부터 구박받으면서도 매일 매일을 행복하게 살아간다. 안젤리카의 애니메이션 중 대사를 제외하면 리카는 의체 중 유일하게 자신의 과거(병원에서 살았다는 것, 부모가 서로 자주 싸웠다는 것, 아버지가 일하는 곳 등)를 확실히 기억하고 있다. 리카의 이름도 헨리에타와 마찬가지로 엔리카에서 나왔다(엔리카 → 엔리코 → 리코). 리코는 CZ-75 권총과 드라구노프 저격총을 주로 사용하며, 애니메이션에서는 베레타 SCP-70/90을 사용하고 또한 갈릴 MAR 카빈총으로 훈련받는 장면도 나온다. 보조 무기로는 MG3 다용도 기관총을 사용하는 장면이 두 번가량 나온다.
트리엘라(トリエラ)
성우 - 센다이 에리(1기), 에노모토 아츠코(2기)/하다솜
암스테르담에 있었던 마피아에 의한 아동 포르노 필름 및 스너프 필름의 피해자, 유로폴이었던 히르샤와 라셀에 의해 심폐소생술을 받고 생명이 구해졌다. 구해질 당시 오른쪽 다리가 무릎 아래쯤에서 절단된 거 외엔 별다른 상처가 없어보이고 팬티도 착용중이었던 걸로 미루어 비교적 촬영 초기에 구해진 것으로 보인다. 그 후에 생리통으로 고생하는 장면도 있는 것으로 보아 정상적으로 임신도 가능한 처녀인 것으로 추측된다. 이후, 공사의 두 번째 의체가 되어 히르샤를 담당자로 맞았다. 갈색 피부와 긴 금발에 푸른 눈을 지녔으며 등장하는 의체 중 유일하게 순수 유럽계가 아니다. 정신 연령이 높고 총명하며 기가 쎈 성격으로, 다른 의체들을 보살피고 있다. 성실하고 깔끔한 성격이지만 실은 매우 섬세해서 히르샤에게만큼은 솔직해지지 못하고 있다. 전투 능력, 판단 능력도 매우 높고(합동 훈련을 같이한 군대에서 '천재 소녀'라 불릴 정도)총기의 취급은 물론 나이프. 근접 격투에도 일가견이 있다. 의체 1기생중 상대적으로 높은 신장을 이용해 성인 여성으로 변장해 임무에 종사하기도 한다. 여성스런 차림에 거부감을 갖고 있어 주로 정장을 입고 임무에 임하며, 때로는 독일어, 이탈리아어, 프랑스어의 3개 국어를 할 수 있을 정도로 풍부한 지식을 가져 히르샤의 사무를 돕기도 한다.히르샤에게서 선물 받은 테디 베어 인형에 백설공주에 등장하는 난쟁이의 이름을 붙이고 있다. 현재는 일곱 난장이 이름을 다 붙이고도 계속 곰인형을 선물받고 있어 역대 로마황제의 이름을 붙이고 있는중.(현재 로마 3대 황제인 칼리굴라까지 이름을 붙인 것으로 보아 -코믹 33화- 10마리 이상의 곰인형을 가지고 있다.) 임무로 공사를 나가 있을 때에는 룸메이트인 클라에스에게 의체들을 대신 보살펴 줄 것을 부탁하기도 한다.
히르샤의 방침으로 조건강화로 불리는 일종의 세뇌가 비교적 약하기 때문에 공사와 의체에 대해서도 객관적인 시각을 가지고 인식하고, 의체로서의 자신이 죽을 운명에 임박한 것을 받아들이고 있다.
단행본 9권에서 건망증이나 미각 이상 등의 문제가 나타나기 시작한다.
의체가 되기 전의 정보는 본래 출신이 튀니지라는 것만 밝혀져 있다.
자신의 과거에 집착하지 않고 "포르노 영화나 스너프 필름에 츌연했던 건 아닌가"라고 남의 일처럼 말할 정도다.
그러나 자신의 과거를 알게 된 후에는 자신의 존재가 히르샤에게 족쇄가 아닌가 하며 자신을 책망하지만 곧 조건강화의 부작용이라고만 여기던 자신의 히르샤에 대한 감정이 순수한 것임을 확신. 남은 삶을 히르샤와 함께 할 것을 결의한다.
본작에서 가장 큰 라이벌이었던 피노키오와의 최종전은 같은 인간이었다면 트리엘라가 눈을 찔린 시점에서 패한 것으로 봐야 한다.
11권에서 산마르코 광장의 시계탑 정상에 올라가서 작전을 수행하다가 제5공화국 부하들이 쏜 발연탄에 맞고 기절한 상태에서 베아트리체가 미사일 탄투랑 같이 터져서 트리엘라는 살았다. 그러나 13권에서 왼팔 왼다리가 하나씩 떨어져 나간데가 오른쪽 머리에도 총상을 입고 히르샤와 함께 사망. 후에 히르샤가 몰래 빼돌린 그녀의 난자로 로베르타 구엘피 검사가 자신의 자궁을 이용하여 딸 '스페란자 구엘피'를 낳게 된다. '스페란자(speranza-희망)'는 어머니 트리엘라의 유전적 특질대로 검무잡잡한 피부의 미녀로 10대 초반에 스탠퍼드 의대 대학원을 입학한 천재. 20대 초반에는 자신을 소재로 한 다큐멘터리의 주연으로 아카데미 영화제에 참여하여 작가가 말하고 싶은 건슬링거걸 작품의 전체 주제를 수상소감으로 하며 작품을 마무리 하게 된다.(연재 최종화 100화)
윈체스터 M1897, SIG-Sauer P230 SL로 무장하며, P230 SL은 피노키오에게 빼앗긴 때에는 P232 SL를 쓰기도 하였다. 그 외에 HK P7M8, 헤클러&코흐 G3A3(애니메이션에서만), HK UMP, HK MP7를 쓰기도 하였다.
클라에스(クラエス)
성우 - 코시미즈 아미(1기), 미즈노 리사(2기)/금보라
본명은 플레다 클라에스 요한슨-Fleda Claes Johansson(코믹 2권 6화-담당관이 보던 클라에스 파일의 사진에 본명이 나온다). 의체가 되기전 건강하고 책을 좋아하는 아이였다는 것을 제외하고는 작자가 별다른 정보를 노출하지 않고 있다.(애니 1기 5화에서 라바로의 파일에는 10세 생일날의 사진과 함께 대학교수였던 아버지 탓에 집에 책이 많았고, 자연스레 책을 좋하게 되었으며 생일마다 책을 선물받았다는 내용이 적혀있다. 물론 이탈리아어로.) 담당관은 라바로 퇴역 대위. 라바로가 군경찰 근무시 소총폭발 사고로 다리를 다쳐 퇴역하자 리코의 담당관 쟝이 3년간 사회복지공사 근무로 군경찰 복직을 약속하며 스카웃하였다. 프라텔로들은 주인과 도구(쟝, 리코), 오빠와 여동생(조제, 헨리에타 - 트리엘라의 표현-코믹 1권 3화)등등 관계에 이름을 붙여 볼 수 있는데 조건강화로도 바꿀 수 없는 피의 약속을 공유한 강한 아버지-딸라인을 형성한다(코믹 2권 6화 클라에스의 독백-아빠...에게 배운...기분이 든다). 라바로는 수명을 고려치 않는 조건강화등으로 의체를 사람으로 다루지 않는 공사의 방식에 의문을 품고 기자에게 제보하려던 중 쟝에 의한(코믹 13권 77화) 뺑소니사고로 죽게되고, 담당관이 없는 클라에스는 의체개발연구 및 연구원의 개인 연구 실험용으로 모든 기억을 소거하고 조건강화된다. 평소에는 그림, 음악감상 및 악기연주, 영화감상, 독서, 원예등으로 시간을 보내며 가끔 연구소의 실험에 참가하는데 라바로의 일에 대해 책임감을 느끼는 쟝이 클라에스를 담당관처럼 보살피고 있다. 매우 쿨하고 시니컬한 성격이나 라바로가 가르쳐준 좋은 병사가 되기 위해 호기심을 가지고 다양한 것을 해 볼 것(원예, 독서, 예술), 느긋히 시간을 보내는 기쁨, 안경(라바로가 준 도수가 없는 안경)을 쓰고 있을 경우에는 폭력을 쓰지 말고 얌전히 있을 것(라바로와의 피의 약속), 호수에서 라바로와 낚시를 하던 추억을 어떠한 조건강화 속에서도 기억하고 있어 부녀지간 같은 애정을 보여준다. 가끔 작전에 투입되기도 하는데 코믹(7권 33화)에서는 어떠한 경우에도 스스로 안경을 벗거나 폭력을 행사하기를 주저하나 애니(1기)는 안경을 스스로 벗고 완력을 행사하기도 하여 설정이 일치되지 않는 문제도 있다. 서브머신건인 MP5K PDW 또는 권총 VP70 등을 훈련씬이나 일러스트 컷, 애니 1기 오프닝씬에서 사용하고 있다.
안젤리카(アンジェリカ)
성우 - 테라카도 히토미(1기), 하나자와 카나(2기)
본명은 "안젤리나",회사운영자금이 부족하던 부모가 안젤리나 앞으로 돼 있던 보험금을 타기 위해 고의로 뺑소니를 감행했고 차에 치인 안젤리나는 과다출혈로 인한 식물인간 상태였다가 사회복지공사로 옮겨져 최초의 의체가 된다. 그러나 이후 약물 의존과 조건강화에 대한 부작용 등으로 단기기억상실,환각 등의 질환이 일어나게 된다. 애니1기에서는 13화에서 죽는것으로 되어있으나.원작에선 9권에서 마르코를 구하다가 중상을 입으며 수명이 단축되었고 그 후 결국 사망하게 된다.(정확한 사인은 '뇌사'이다) 담당관은 마르코, 총은 라이플인 슈타이어 AUG와 서브머신건인 슈타이어 TMP를 사용하고 있다.
페트로슈카(ペトルーシュカ)
성우 - 사카모토 마아야(엘리자베타)
본명은 엘리자베타 바라노프스카야(エリザヴェータ･バラノフスカヤ), 러시아 태생으로 네 살 때부터 열심히 발레리나가 되기 위해 연습해왔다. 모스크바 국립 무용 아카데미에 속하는 볼쇼이 발레학교의 학생이며, 고향은 스몰렌스크지만 부모는 벨라루스 출신이다. 엘리자베타는 볼쇼이 극장에서 춤을 추는 것을 목표로 하고 있었지만, 체르노빌 방사능 오염으로 인해 발병한 암 때문에 다리를 잘라내야 했고, 절망하여 병원 옥상에서 뛰어내려 자살하려 했지만 미수로 끝나고 공사로 옮겨졌다. 의체로 개조된 뒤 담당관이 된 알렉산드로 리키는 엘리자베타에게 페트로슈카라는 새 이름을 주었다. 원래 엘리자베타가 발레리나로서 사람들에게 어느 정도 알려져 있었기 때문에, 성형을 통해 머리 색도 빨간 색으로 바꾸고 눈도 초록색으로 바꿔야 했다. (담당관 알렉산드로는 성형 방향에 대해 원하는 게 있는지를 질문받고 유일하게 "빨강머리만은 피해 줘"라는 주문을 넣었지만, 알렉산드로의 친구이자 페트로슈카의 성형을 맡은 듀발리에는 이를 무시했다.) 최초의 의체인 안젤리카가 1기 의체들의 원형이 되었듯이, 페트로슈카는 2기생들의 원형으로, 6권에서 처음으로 등장한다. 페트로슈카는 공사에서 뇌에 주입해준 대로 무기의 사용법이나 자신이 공사에서 해야할 일 및 자신의 새로운 이름 등을 듣지 않고도 알고 있지만, 자신의 과거에 대해서는 거의 기억하지 못한다. 스펙트라 M4 기관단총과 타우루스 PT92 권총을 주로 사용한다. [애니메이션에선 2기 이탈리아의 경치가 마음에 든다고 말하고 나서 그 후 등장이 없다]
11권에서 담당관이랑 자코모 단테가 있을만곳을 수색하다가 자코모 단테을 눈앞에서 노치게 된다
엘자 드 시카(エルザ・デ・シーカ)
성우 - 노토 마미코(일본어판)
다른 의체에게는 관심이 없어서 전혀 사귀려고 하지 않고 담당관인 라우로에게 모든 애정을 쏟아부었으나, 정작 그는 엘자에게 차갑게 대했다. 그 결과 폭발하고 만 엘자는 그를 죽이고 자살하였다. 만화판에서는 이미 죽은 상태으로 등장하였으나, 애니메이션에서는 하나의 이야기에서 어떻게 담당관을 죽이고 자살하게 되었는지에 대한 과정을 그렸다. 임무에서 SIG 550, SIG 551, SIG 229를 썼다.
베아트리체(ベアトリーチェ)
성우 - 이세 마리야
조용한 성격의 의체, 대조적인 성격을 지닌 베르나르도를 담당관으로 두고 있다. 벽 뒤편에 숨겨진 군용 폭약을 찾아낼 정도로 뛰어난 후각이 특징이다. 임무에서 마이크로 우지를 사용한다.
11권에서 제 5공화국이 점거한 산마르코 광장의 시계탑에서 러시아제 500Kg 순항 미사일이 터지면서 죽었다.
실비아
11권에서 나오는 의체,11권에서 산마르코 광장 시계탑 정문으로 돌입하다가 대인지뢰를 정면으로 맞고 사망
키아라
11권에서 나오는 의체,11권에서 산마르코 광장 시계탑 정문으로 돌입하다가 대인지뢰를 정면으로 맞았으나 살아남음

#### 담당관
조제
성우 - 키우치 히데노부(1기), 미토 코조(2기)
쟝
성우 - 미야모토 미츠루(1기), 코야스 타케히토(2기)
히르샤
성우 - 에바라 마사시(1기), 마츠카제 마사야(2기)
라바로
성우 - 호리우치 켄유
마르코 토니
성우 - 이노우에 노리히로(1기), 야오 카즈키(2기)
알렉산드로 리키
성우 - 시리이시 미노루(드라마CD)
라우로
성우 - 츠다 에이스케
베르나르도
성우 - 나카노 유토

#### 작전2과
로렌츠
성우 - 야나카 히로시
페로
성우 - 나카가와 리에
올가
성우 - 오코히라 시즈카, 카토 사오리
프리실라
성우 - 스즈키 마사미, 다카하시 마유코
죠르죠
성우 - 시모자키 히로시
아마데오
성우 - 마에다 타케시, 호소야 요시마사

#### 작전1과
피에트로 페르미
성우 - 이케다 슈이치(1기)
엘레노라 가브리엘
성우 - 미즈노 리사(1기)
- 드리기 - 코무라 테츠오
- 제레미아 - 카와모토 나루
- 이루마 - 유즈키 료카
- 마테아스 - 우에다 요지

#### 공안부
록산나
레스키리안

### 5공화국파
프랑카
성우 - 요코아먀 치사(1기), 히라다 에리코(2기)
프랑코
성우 - 소노오카 신타로(1기), 아스모토 히로키(2기)
피노키오
성우 - 키시오 다이스케(2기), 호로나이 아이(2기, 어릴적)
크리스티아노
성우 - 타츠타 나오키(1기), 우에다 유지(2기)
존 도(John doe)
성우 - 카시 쇼토
레오나르도 콘테
성우 - 타카하시 토시즈구(2기)
마르칸토니오 아바드
자코모 단테
12권에서 크리스티아노에 의해 구출 되어서 돈을 받고 일을 한다. 하지만 그렇다고 해서 크리스티아노의 부하 노릇을 하는게 아니다. 자코모 단테는 어느 집단에도 소속되어 있지 않다. 뚜렷한 대의보다는 테러 자체에 희열을 느끼는 타입.

### 그 외
에밀리오
성우 - 사에키 토모
리코가 임무로 잠입했던 수다스러운 성격의 소년. 호텔 직원으로 임무를 마치고 빠져나가던 리코를 목격한 탓에 사살되었다.
파트리치아
성우 - 후치자키 유리코(1기), 노토 마미코(2기)
마리오 보츠
성우 - 나가시마 시게루
라셀 페로
성우 - 코마츠 유카(2기)
사레스
성우 - 노무라 켄지

## 애니메이션

### 1기

#### 부제목
1. 兄妹(형제) - fratello -
2. 天体観測(천체관측) - orione -
3. 少年(소년) - ragazzo -
4. 人形(인형) - bambola -
5. 約束(약속) - promessa -
6. 報酬(보수) - gelato -
7. 守護(수호) - protezione -
8. 御伽噺(옛날 이야기) - Il Principe del regno della pasta -
9. 彼岸花(상사화) - Lycoris radiata Herb -
10. 熱病(열병) - amare -
11. 恋慕(연모) - febbre alta -
12. 共生(공생) - simbiosi -
13. 流星(유성) - stella cadente -

#### 주제가
여는 곡 〈The light before we land〉 by 델가도스
닫는 곡 〈Dopo il Sogno ～꿈을 꾼 뒤에夢のあとに 유메노 아토니[*]～〉
작사: 우에노 게이코, 작곡: 사하시 도시히코, 편곡: 사하시 도시히코·미무라 나나에, 노래: op.
가브리엘 파우레의 Après un rêve를 편곡하고, 조아키노 로시니의 Péchés de vieillesse 첫 번째 앨범 이탈리노(italiano)의 Ave Maria에서 가사를 따왔다.

#### 삽입곡
〈Woke From Dreaming〉 by 델가도스 (제 7화)

### 2기
건슬링거 걸: Il teartrino로 제목이 명명되어 아트랜드에 의해 애니메이션으로 제작하고, 2008년 1월 7일부터 같은 해 3월 31일까지 TOKYO MX에서 방영되었다. 원작자인 아이다 유가 각 화의 각본을 맡았다.

#### 부제목
1. 2008년 1월 7일, 二人の距離 兄弟 - 두 사람의 거리 형제
2. 2008년 1월 14일, ピノッキオ - 피노키오
3. 2008년 1월 21일, シミュラクラ - 시뮤라크라
4. 2008년 1월 28일, アンジェリカの復帰 - 안제리카의 복귀
5. 2008년 2월 4일, 泡沫と追憶 - 덧없는 추억
6. 2008년 2월 11일, チベタンテリアの引退 - 티베탄테리아의 은퇴
7. 2008년 2월 18일, カテリーナ 復讐の円環 - 카테리나 복수의 고리
8. 2008년 2월 25일, クラエスの一日 - 크라에스의 하루
9. 2008년 3월 3일, 賢い蛇 純真な鳩 - 현명한 뱀, 순진한 비둘기
10. 2008년 3월 10일, 善意の花 - 선의의 꽃
11. 2008년 3월 17일, 芽生える感情 - 싹트는 감정
12. 2008년 3월 24일, 戦う人形 - 싸우는 인형
13. 2008년 3월 31일, そしてピノッキオは人間に - 그리고 피노키오는 인간으로

#### 주제가
여는 곡 〈단 하나의 생각(たった1つの想い 닷타 히토쯔노 오모이[*])〉
작사·작곡·노래: 코키아, 편곡: KOKIAn'S
닫는 곡 〈doll〉, 타다 아오이
작사·작곡: 마에다 쥰, 편곡: ANANT GARDE EYES、노래: 리아, 타다 아오이

## 옥의 티
- 애니메이션 오프닝에서 리코가 드라구노프 저격총으로 사격을 하는데, 조정간이 '안전' 상태이다.